# Szapolyai Imre
Szapolyai Imre (? – 1487. szeptember 12.) főúr, nádor, horvát–szlavón bán, Szapolyai István bátyja, a Szapolyai-család első jelentős tagja. Apját Vajdafi Lászlónak hívták, aki megkülönböztető nevét valamelyik őse erdélyi vajdai vagy alvajdai tisztsége után kaphatta. 

## Élete
Felemelkedése Hunyadi János mellett kezdődött, aki mellett titkári feladatokat látott el.  Szolgálatai eredményeképpen apjával és testvéreivel már 1455 előtt kastélyt tudott építeni a Szapolya közeli Tiszovcon. Hunyadi János halála után is a Hunyadi-család szolgálatában maradt. Mátyás trónra lépése után 1458-tól 59-ig nagybányai várnagy, kamaraispán és sókamaraispán. Munkáját olyan jól végezte, hogy már 1459–től királyi kincstartó, ami már bárói tisztségnek számított. Ekkor kapta meg első várbirtokát, a tokaji domíniumot, ami egy időre a rezidenciája lett. Ezután az ország északkeleti vidékeire vezetett hadjáratokat az ottani vidéket sújtó idegen zsoldosok ellen. Ekkor további váruradalmakkal és egy királyi várossal, Késmárkkal szaporította birtokai számát. 1462-ben kieszközölte idősebb öccse, Miklós számára az erdélyi püspökséget, fiatalabb öccse István pedig a hadjáratokban katonaként segítette vagy helyettesítette. 
1464–66-ig horvát–szlavón bán, 1464-től 65-ig Bosznia kormányzója, amely tisztség akkoriban a nádori után a második főúri rang volt.  A király 1465-ben elmozdította tisztségeiből, de kárpótlásul 1465-től haláláig Szepes vármegye örökös főispánja lehetett. 
Az I. Mátyás királynak nyújtott kölcsönök fejében nagy kiterjedésű birtokokat kapott. Bár többször szembefordult Mátyással, részt vett az 1467. évi erdélyi lázadásban és 1471-ben a Vitéz János vezette összeesküvéshez is csatlakozott, de mindig kegyelmet kapott. Kubinyi András ezért vetette fel, hogy esetleg Hunyadi János törvénytelen fia volt, de ez az elképzelés nem igazolható. 
1475-től királyi helytartó[forrás?] 21 év bárói tisztség nélküli időszak után 1486-ban nádorrá választották, amely tisztséget 1487-ben bekövetkezett haláláig töltötte be. 